# دندنا
دندنا إحدى قرى مركز طوخ التابع لمحافظة القليوبية بجمهورية مصر العربية.

## التاريخ
ذكرها علي مبارك في كتابه الخطط التوفيقية، حيث ذكر أنها من قرى مديرية القليوبية بقسم طوخ، وأن بها جامع بمنارة وعدد من السواقي وسوق يقام كل أربعاء، وأكثر أهلها مسلمون مهنتهم الزراعة.

## السكان
بلغ عدد سكان دندنا 4,577 نسمة، حسب الإحصاء الرسمي لعام 2006.